# Maxime-Gaël Ngayap Hambou
Maxime-Gaël Ngayap Hambou (ur. 22 czerwca 2001) – francuski judoka, medalista olimpijski z Paryża (2024).

## Życiorys
W 2024 roku wziął udział w Letnich Igrzyskach Olimpijskich w Paryżu, gdzie w rywalizacji mężczyzn do 90 kilogramów zdobył brązowy medal, przegrywając jedynie z Sanshiro Murao. W pojedynku o brązowy medal pokonał Rafaela Macedo. W turnieju drużyn mieszanych zdobył złoty medal.
Dwukrotnie zdobył srebrny medal na mistrzostwach świata w judo, oraz trzykrotnie stawał na podium zawodów Grand Slam.